# Кропы (Львовская область)
Кропы (укр. Кропи) — село в Жолковской городской общине Львовского района Львовской области Украины.
Население по переписи 2001 года составляло 45 человек. Занимает площадь 0,370 км². Почтовый индекс — 80344.